# FK Ganclarbirliyi Sumqayit
Ganclarbirliyi Sumqayit este un club de fotbal din Sumqayit, Azerbaidjan care evoluează în Yuksak Liga.

## Lotul actual de jucători
| Nr. |             | Poziție | Jucător             |
| --- | ----------- | ------- | ------------------- |
| 1   | Azerbaidjan | P       | Davud Kerimi        |
| 12  | Azerbaidjan | P       | İlkin Baghiyev      |
| 16  | Azerbaidjan | P       | Vladimir Kramarenko |
| 2   | Azerbaidjan | F       | Orkhan Mammadov     |
| 3   | Nigeria     | F       | Taured              |
| 5   | Azerbaidjan | F       | Zaur Hidayetov      |
| 6   | Azerbaidjan | F       | Ramin Huseynov      |
| 8   | Azerbaidjan | F       | Emil Pashaev        |
| 13  | Azerbaidjan | F       | Rashad Mammadov     |
| 20  | Azerbaidjan | F       | Orkhan Agayarzade   |
| 4   | Azerbaidjan | M       | Sabuhi Sadigov      |
| 7   | Azerbaidjan | M       | İlgar Abdullayev    |

| Nr. |                       | Poziție | Jucător              |
| --- | --------------------- | ------- | -------------------- |
| 10  | Azerbaidjan           | M       | Ruslan Musayev       |
| 14  | Azerbaidjan           | M       | Rustam Aliyev        |
| 15  | Azerbaidjan           | M       | Elvin Nuriyev        |
| 17  | Azerbaidjan           | M       | Elchin Mammadov      |
| 22  | Azerbaidjan           | M       | Afgan Naghiyev       |
| 9   | Azerbaidjan           | A       | Nijat Taghiyev       |
| 11  | Bosnia și Herțegovina | A       | Tomislav Stanic      |
| 21  | Azerbaidjan           | A       | Azer Mehdiyev        |
| 24  | Azerbaidjan           | A       | Zeynalabdin Huseynov |
| 12  | Azerbaidjan           | A       | Tural Jalilov        |
| 18  | Azerbaidjan           | A       | Kamil Nurahmedov     |
| 19  | Azerbaidjan           | A       | Azer Safarli         |